# سیدارت مالهوترا
سیدارت مالهوترا _ سیدهارث مالهوترا 
(به هندی :सिद्धार्थ मल्होत्रा؛ انگلیسی: Sidharth Malhotra؛ زادهٔ ۱۶ ژانویهٔ ۱۹۸۵)  یک بازیگر و مدل اهل هند است. وی از سال ۲۰۱۲ میلادی تاکنون مشغول فعالیت بوده‌است. او اولین بار به عنوان کارآموز دستیار کارگردان برای کاران جوهر در فیلم من خان هستم (۲۰۱۰) کار کرد.

## زندگی و روابط شخصی
سیدارت مالهوترا در ۱۶ ژانویه ۱۹۸۵ در دهلی به دنیا آمد
پدر او سونیل مالهوترا کاپیتان بازنشسته نیروی دریایی است و مادرش ریما مالهوترا خانه‌دار است. 
یک برادر بزرگتر از خود به نام هارشاد دارد.اصلیت خانوادهٔ او مربوط به پنجاب می‌شود. 
او طی سال ۲۰۱۴ تا ۲۰۱۶ با همبازی خود در اولین فیلمش عالیا بات رابطه داشت. 
مالهوترا با بازیگرانی همچون پرینیتی چوپرا، شرادها کاپور، کاترینا کایف، عالیا بات، راشی کانا همبازی شده‌است. در سال ۲۰۱۳ و ۲۰۱۴، نام مالهوترا به عنوان یکی از ۱۵ مرد مورد پسند برتر هند در لیست مجله تایم هند، چاپ شد. مالهوترا پیرو دین هندو است. وی برای بازی در فیلم برادران (brothers)، ۱۰ کیلو اضافه کرد. مالهوترا با سازمان مردمی رعایت اصول اخلاقی در برابر جانوران، در زمینه آگاهی در مورد سگ‌ها همکاری کرده‌است و یک سگ بنام اسکار داشت که در فوریه 2022 درگذشت.
شایعات در مورد رابطه او با کیارا ادوانی بازیگر در سال ۲۰۲۰ آغاز شد، اما او به طور عمومی در مورد این رابطه صحبت نکرد. در ۷ فوریه ۲۰۲۳، آنها در Jaisalmer، راجستان در یک مراسم عروسی سنتی هندو ازدواج کردند. عروسی آنها مورد توجه گسترده رسانه‌ها قرار گرفت و در نتیجه تصاویر رسمی عروسی آنها پسندیده‌ترین پست اینستاگرام در هند را به خود اختصاص داد.

## فیلم‌شناسی
- دانش آموز سال (۲۰۱۲)
- لبخند زیبای تو (۲۰۱۴)
- یک‌تبهکار (۲۰۱۴)
- برادران (۲۰۱۵)
- کاپور و پسران (۲۰۱۶)
- بارها نگاه کن (۲۰۱۶)
- جنتلمن (۲۰۱۷)
- اتفاق (۲۰۱۷)
- تغییر چهره (۲۰۱۸)
- زوج اجباری (۲۰۱۹)
- دارم می‌میرم (۲۰۱۹)
- شیرشاه (۲۰۲۱)
- خدا را شکر (۲۰۲۲)
- ماموریت مجنو (۲۰۲۳)
- جنگجو (۲۰۲۳)
- نیروی پلیس هند (۲۰۲۳)